# جان فرانسوا برتراند
جان فرانسوا برتراند هو سياسي كندي، ولد في 1946 في كووانسفيل في كندا. حزبياً، نشط في الكتلة الكيبيكية. وقد انتخب عضو الجمعية الوطنية في كيبك ‏.